# Lun-Mek
Lun-Mek, åren 1992–1998 Alandia Yards, var ett skeppsvarv i Mariehamn i Åland.
Lun-Mek grundades i Mariehamn av Lundqvistrederierna. År 1992 slogs varvet samman med Algots varv i Mariehamn och döptes om till Ab Alandia Yards Oy. Ålands landskapsstyrelse blev största ägare.
År 2007 lade den dåvarande ägaren, Rederi AB Eckerö, ned varvet.

## Fartyg byggda av Lun-Mek och Alandia Yard i urval
- Färjan M/S Doppingen, 1984
- Bogserbåten Bastö, 20,14 meter, 1990, levererad till finländska Sjöfartsverket
- Bogserbåten Bergö, 20,30 meter, 1991
- Färjan M/F Vederøy, 20,30 meter, 1991
- Färja 119 inom Ålandstrafiken, Töftöfärjan, 1993
- Rescue PAF, 16, 12 meter, sjöräddningsbåt till Åland, 1994

## Bildgalleri

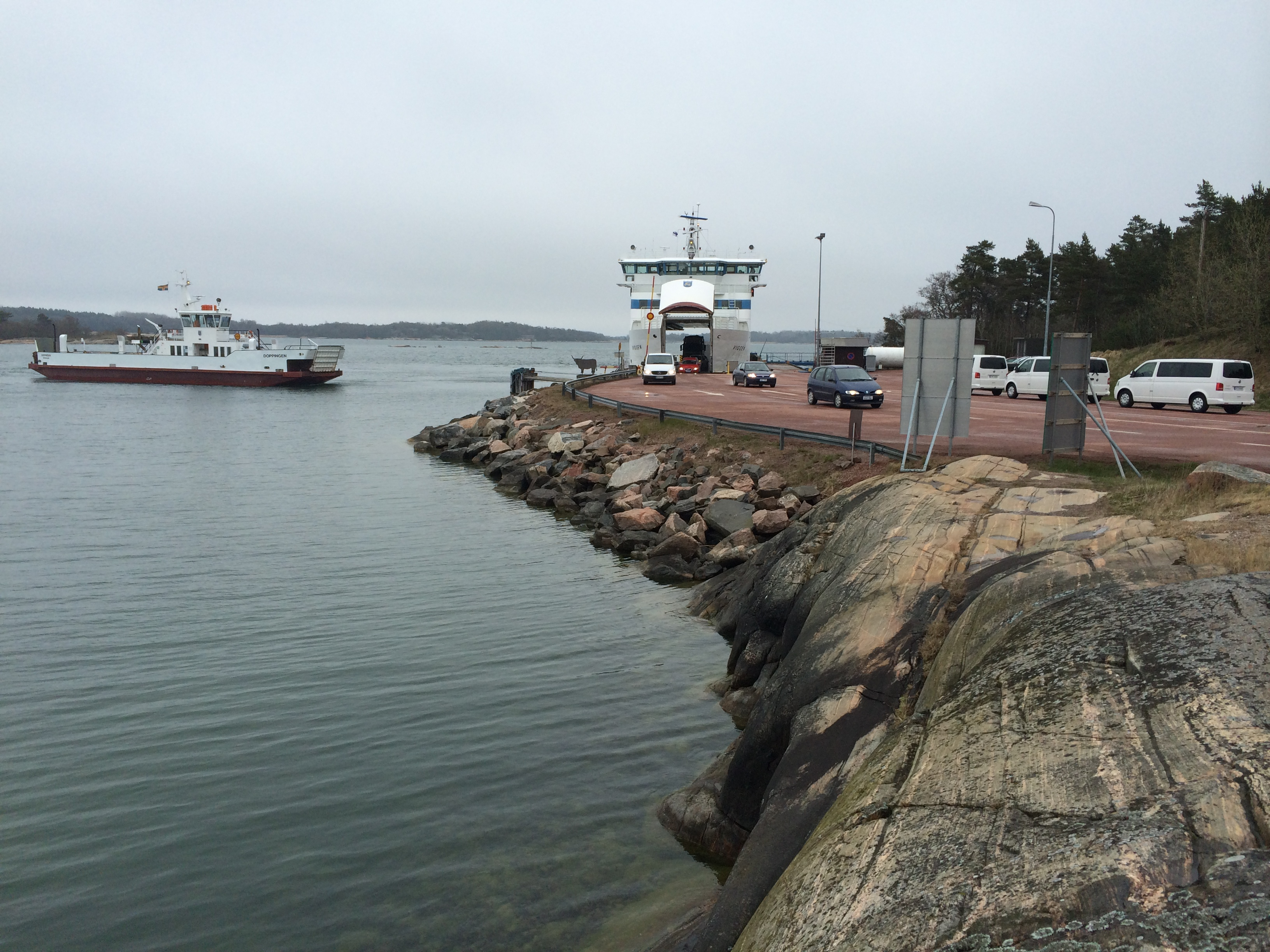
M/S Doppingen (till vänster) vid Brändö i Åland, 2014
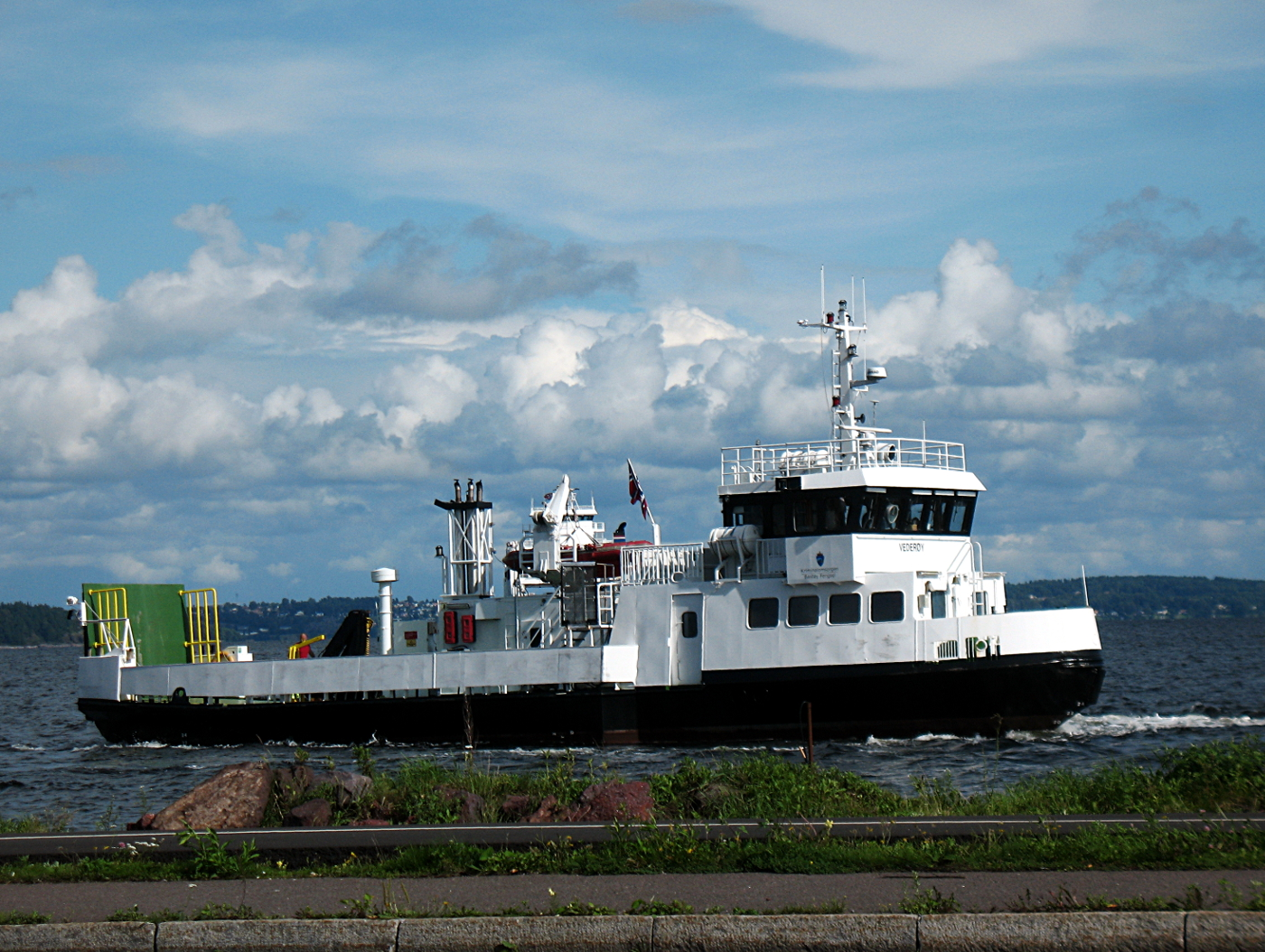
M/F Vederøy vid avgång från Horten i Norge, 2011